# Ляшенко, Геннадий Иванович
Геннадий Иванович Ляшенко (1 июня 1938, Приморск, Запорожская область — 21 июля 2017, Киев) — украинский советский композитор, педагог и музыковед, музыкально-общественный деятель. Народный артист Украины (1996).

## Биография
Окончил Львовскую консерваторию по классу композиции А. Солтыса (1963), аспирантуру при Киевской консерватории (1971).
Старший преподаватель Львовского (1966—1968), Киевской (с 1971) консерваторий, доцент (1978), профессор (1988) кафедры композиции и инструментовки Киевской консерватории.
Кандидат искусствоведения (1972).
Умер 21 июля 2017 года в Киеве.

## Награды
- Кавалер ордена «За заслуги» ІІІ степени (2008)[2].
- Народный артист Украины (1996)[3].
- 3аслужений деятель искусств Украинской ССР (1987).
- Лауреат премии им. М. Лысенко (1999), премии им. Б. Лятошинского (2004).
- Член Союза композиторов Украины.

## Творчество
- Балет «Гарсиа Лорка» (либретто В. Курінського, 1987);

*Вокально-симфонические:
- - 3 кантаты;
  - Симфония-реквием (сл. Г. Рождественского, 1963);
  - «Витражи и пейзажи» (сл. Б. И. Антонича, 1997);

* Для симфонического оркестра:
- - 5 симфоний (1971, 1977, 1982 — «Днепровские радуги»);
  - Сюита «Карпатские новеллы» (по мотивам новелл В. Стефаника, 1973);
  - 2 симфониетты (1967, 1970);
  - «Драматическая поэма» (1968);
  - Симфония-концерт (1980);
  - «Pro memoria» (1992);

* Для камерного оркестра:
- - «Украинский триптих» (1976);
  - «Lamento» (1992);

* Концерты:
- - Для виолончели с оркестром (1982);
  - Для контрабаса со струнным оркестром (1990);
  - Для альта с оркестром
- Камерно-інструментальін произведения;
- Пьесы для арфы, фортепиано, 2-х фортепиано;
- Хоры;
- Вокальные циклы:
  - «Лирические песни» (1973);
  - «Пастели» (1974);
- Песни;
- Музыка к кинофильму «Тайны святого Юра» (1982).

Музыковедческие труды:
- Роль фуги в драматургии неполіфонічних форм. — К., 1976;
- Статьи в научных сборниках, в печати.